# Kennedy Boateng
Kennedy Kofi Boateng (sinh ngày 29 tháng 11 năm 1996) là một cựu cầu thủ bóng đá người Ghana. Anh thi đấu cho SV Ried theo dạng cho mượn từ LASK Linz.

## Sự nghiệp câu lạc bộ
Anh ra mắt tại Giải bóng đá hạng nhất quốc gia Áo cho LASK Linz vào ngày 23 tháng 9 năm 2016 trong trận đấu trước FC Blau-Weiß Linz.